# ランディング・オン・ウォーター
『ランディング・オン・ウォーター』（Landing on Water）は、ニール・ヤングの16枚目のスタジオ・アルバム。1986年7月21日、ゲフィン・レコードより発売。

## 概要
1985年のカントリー・アルバム『オールド・ウェイズ』、1983年のドゥーワップ・アルバム『エヴリバディズ・ロッキン』を経て、このアルバムはコンテンポラリーなロック・サウンドへの回帰を象徴している。ヤングのレコード会社ゲフィンが、彼の慣れ親しんだスタイルを表現していないアルバムを作ったとしてアーティストを訴えたのは有名な話だ。『ランディング・オン・ウォーター』では、ヤングはプロデューサーのダニー・コーチマー、エンジニアのニコ・ボラス、スタジオ・ドラマーのスティーブ・ジョーダンを起用した。このアルバムは、ドラム、シンクラヴィア、シンセサイザーが際立つユニークなプロダクションと1980年代のシンセティックなサウンドが特徴で、「閉所恐怖症」のような雰囲気を醸し出している。ヤングは2009年のインタビューで、「ヨーロッパのあるレコード会社の社長が、今まで聴いた中で最も閉所恐怖症的なレコードだと言っていた。彼はポルシェの中でこの曲をかけ、大音量にした。彼は、このレコードが自分の全身を覆っているように感じたんだ」と語った。

## 収録曲
| 全作詞・作曲: ニール・ヤング。 |                         |                |                |                  |      |
| #                              | タイトル                | 作詞           | 作曲・編曲     | レコーディング日 | 時間 |
| 1.                             | 「Weight of the World」 | ニール・ヤング | ニール・ヤング | 1986年1月28日    | 3:40 |
| 2.                             | 「Violent Side」        | ニール・ヤング | ニール・ヤング | 1985年11月1日    | 4:22 |
| 3.                             | 「Hippie Dream」        | ニール・ヤング | ニール・ヤング | 1985年11月21日   | 4:11 |
| 4.                             | 「Bad News Beat」       | ニール・ヤング | ニール・ヤング | 1985年11月25日   | 3:18 |
| 5.                             | 「Touch the Night」     | ニール・ヤング | ニール・ヤング | 1985年11月25日   | 4:30 |

| #   | タイトル                 | 作詞 | 作曲・編曲 | レコーディング日 | 時間 |
| --- | ------------------------ | ---- | ---------- | ---------------- | ---- |
| 6.  | 「People on the Street」 |      |            | 1985年12月4日    | 4:33 |
| 7.  | 「Hard Luck Stories」    |      |            | 1984年1月1日     | 4:06 |
| 8.  | 「I Got a Problem」      |      |            | 1983年8月1日     | 3:16 |
| 9.  | 「Pressure」             |      |            | 1986年3月17日    | 2:46 |
| 10. | 「Drifter」              |      |            | 1985年10月30日   | 5:05 |

## 参加ミュージシャン
- ニール・ヤング - ハーモニカ、リード・ギター、プロデューサー、シンセサイザー、ヴォーカル
- スティーブ・ジョーダン - ドラム、シンセサイザー、ヴォーカル
- ダニー・コーチマー - ギター、プロデューサー、シンセサイザー、ヴォーカル
- サンフランシスコ・ボーイズ・コーラス - 「Violent Side 」と 「Touch the Night 」のヴォーカル

制作スタッフ
- ニコ・ボラス - エンジニア、ミキシング
- リチャード・ボスワース - エンジニア
- ジュリー・ラスト - エンジニア
- ローラ・リピューマ - デザイン
- ルイス・マゴー - 合唱指揮
- ティム・マリガン - エンジニア
- ダグ・サックス - マスタリング、オリジナル・マスタリング
- デュアン・セイコラ - エンジニア
- バーナード・シェイキー - アートディレクター